# 斯維塔維
斯维塔维（捷克語：Svitavy，捷克語發音：[ˈsvɪtavɪ]）是捷克共和国帕尔杜比采州斯维塔维区的一个小城。人口18000人，是该区的行政中心。 

## 知名人物
- 奥斯卡·辛德勒